# ロイヤル・ジェイムズ (戦列艦・3代)
|                    |                                                         |
| 艦歴               |                                                         |
| 建造:              | ポーツマス工廠                                          |
| 進水:              | 1675年                                                  |
| 改名:              | 1691年3月7日、ヴィクトリー                              |
| その後:            | 1721年焼損                                              |
| 性能諸元           |                                                         |
| クラス:            | 1等戦列艦                                               |
| 全長:              | 竜骨：132ft（40m）                                      |
| 全幅:              | 45ft（14m）                                             |
| 喫水:              | 18ft 4in（5.6m）                                        |
| 推進:              | 帆走（3本マストシップ）                                 |
| 兵装:              | 各種口径の砲100門                                       |
| 性能諸元（再建造） |                                                         |
| クラス:            | 1等戦列艦                                               |
| 全長:              | 砲列甲板：163ft 1in（49.7m） 竜骨：135ft 11¼in（41.4m） |
| 全幅:              | 45ft 4in（13.8m）                                       |
| 喫水:              | 18ft 6in（5.6m）                                        |
| 推進:              | 帆走（3本マストシップ）                                 |
| 兵装:              | 各種口径の砲100門                                       |

ロイヤル・ジェイムズ (HMS Royal James) はイギリス海軍の100門1等戦列艦。アンソニー・ディーンにより1675年ポーツマス工廠で進水した。1691年3月7日にヴィクトリー (HMS Victory) と改名して再就役し、1692年のバルフルール岬の海戦にエドワード・スタンレー艦長のもとジョン・アシュビー提督の旗艦として参戦するなどの活動をした。
ヴィクトリーは1694年-1695年にかけてチャタム工廠で解体再建造を行った。その後ハノーヴァー家の王位継承に伴って1714年にロイヤル・ジョージ (HMS Royal George) と改名したが、翌1715年に元の名に戻される。1721年2月の火災で損傷したため、最終的に解体された。

## 参加海戦
- バルフルール岬の海戦